# ペドロ・エンヒキ・アゼヴェド・ペレイラ
ペドリーニョ（Pedrinho）ことペドロ・エンヒキ・アゼヴェド・ペレイラ（ポルトガル語: Pedro Henrique Azevedo Pereira、2002年7月11日 - ）は、ブラジルのサッカー選手。FCシャフタール・ドネツク所属。ポジションはDF。

## クラブ歴
ECヴィトーリアの下部組織出身で、2021年1月29日に行われたカンピオナート・ブラジレイロ・セリエBでハーフタイムにアリソン・ファリアスとの交代で途中出場し選手初出場を記録した。翌月20日には契約を2024年迄更新し、トップチームに昇格した。すぐにレギュラーを確保、カンピオナート・バイアーノではベストイレブンに選出された。
同年8月20日、アトレチコ・パラナエンセへの移籍交渉のため、ヴィトーリアとの契約を解除した。9月2日にヴィトーリアは、彼はアトレチコ・パラナエンセへの移籍がまだ決まっていないが、我々の選手ではないと声明を発表した。同月17日に5年契約でアトレチコ・パラナエンセへの加入が発表された。移籍金については850万レアルで一旦合意をしていたが、契約自体は既に解除していたため、フリーでの加入となった。移籍に時間がかかった理由としては、アトレチコ・パラナエンセ側は1000万レアルで彼とパブロ・シレスとの二枚抜きに動いており、シレス側の交渉もしていたためである。10月にアトレチコ・パラナエンセはヴィトーリアとの交渉で最終的に300万レアルを支払う事で解決した。減額理由としては、2013年のレオ・モライスの未払いを300万レアルで相殺した事、アトレチコ・パラナエンセがシレスの移籍に対してダヌービオFCに300万レアル程を支払った事があげられる。
移籍後初出場は2021年11月2日に行われたカンピオナート・ブラジレイロ・セリエAで、ニコラス・エルナンデスに代わっての投入であった。その後もアブネル・ヴィニシウスの控えに甘んじたが、2023年に入ると彼が移籍したためにレギュラーに繰り上がった。けれども、5月にブラジルのスポーツ賭博における大規模八百長疑惑に関与したとして名前が公表されると、クラブを解雇された。